# Forgon István
Forgon István (1875, Gömörmihályfalva – 1959) családtörténész, Forgon Mihály bátyja.
Különféle északkelet-magyarországi (felvidéki) településeken teljesített MÁV szolgálatot, mint állomásfőnök. Miután a MÁV 1921-ben betegség miatt nyugállományba helyezte, élete további szakaszát a Forgon család történetének kutatásának szentelte. Ezzel a feladattal a végrendeletében öccse bízta meg, aki az első világháborúban esett el. Eredményeinek összegzése 1941-ben készült el, de műve a második világháború idején kiadatlan maradt, és a kommunista ideológia később már nem kedvezett a genealógia művelésének. Munkája így kéziratban maradt, és ma a Magyar Országos Levéltárban található Budapesten, ahol 1958-ban a Forgon család levéltárát is elhelyezte.

## Művei
- Forgon István, Dr.: A mihályfalusi de genere Kodroár nemzetség története. 1939-1941 (Kézirat a Forgon család levéltárában, MOL Budapest)

## Lásd még
- Forgon Mihály